# Noordersluispoort
De Noordersluispoort, Noorderpoort, Nieuwe sluispoort of Kleine sluispoort was een doorgang in de stadsmuur van de Zuid-Hollandse stad Dordrecht. Het poortje, dat simpelweg met een deur werd afgesloten, bevond zich aan het eind van de Heer Heymansuysstraat, tussen de Sint-Jorispoort en de Riedijkspoort.
De sluis waar de poort naar was vernoemd, werd in 1639-1640 gebouwd en scheidde de Spuihaven van de Riedijkshaven. De sluis heette "nieuwe sluys" (1680), ter onderscheiding van de oude sluis bij de Sluispoort of Zuidersluispoort. Hier bevindt zich sindsdien ook de Noorderbrug die uitkomt op de Noordendijk.
Omdat er in 1788 sprake is van de "nieuwe Noortpoort", is het poortje mogelijk kort ervoor vernieuwd. Het werd afgebroken in 1824. Eromheen bevonden zich enkele muurhuizen. Het hoge huis direct naast de poort, dat op de kroonlijst 1733 was gedateerd, werd in 1973 gesloopt.

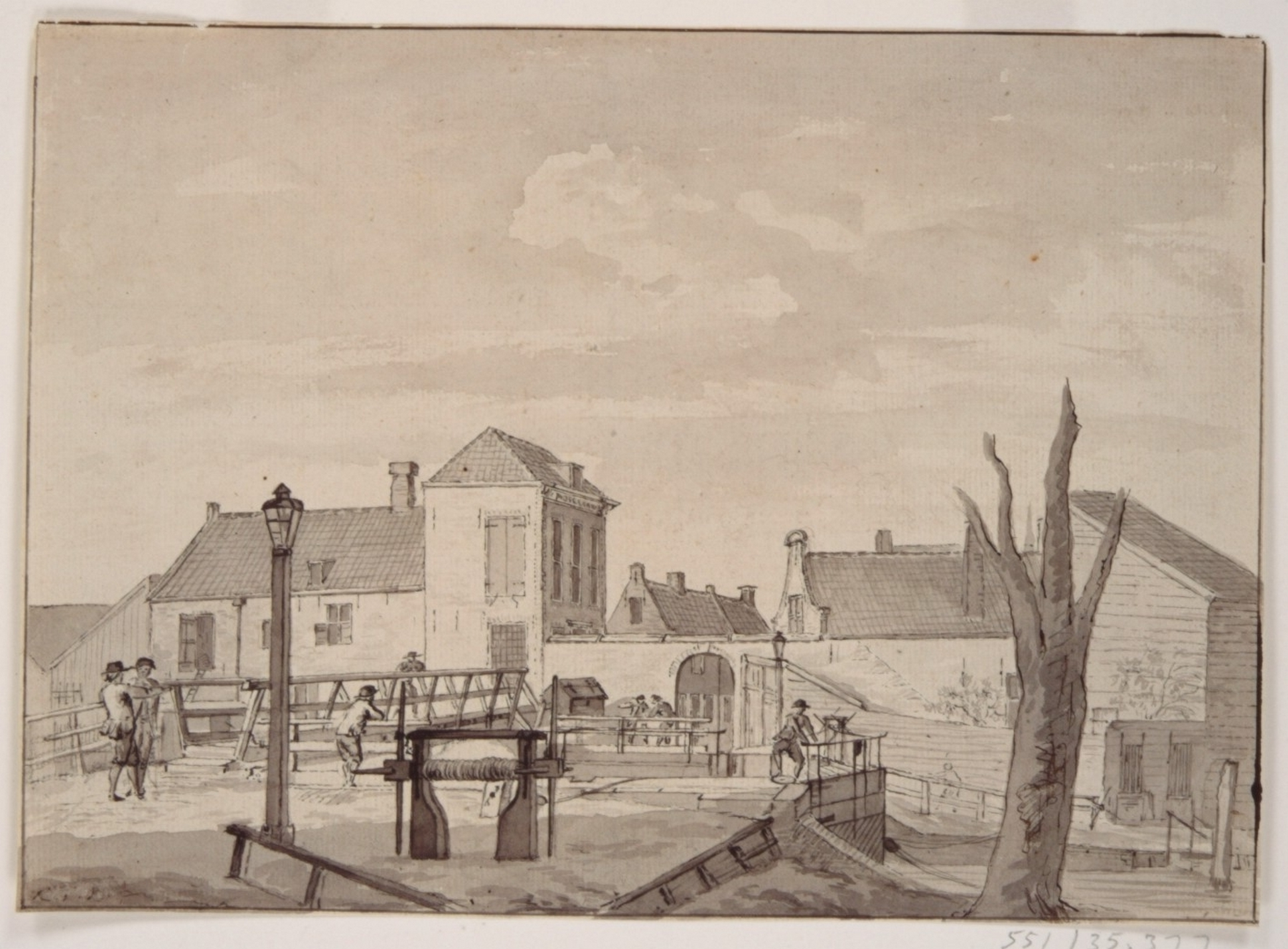
Carel Frederik Bendorp, De Noorderpoort anno 1783, Regionaal Archief Dordrecht, inv. 551_35377
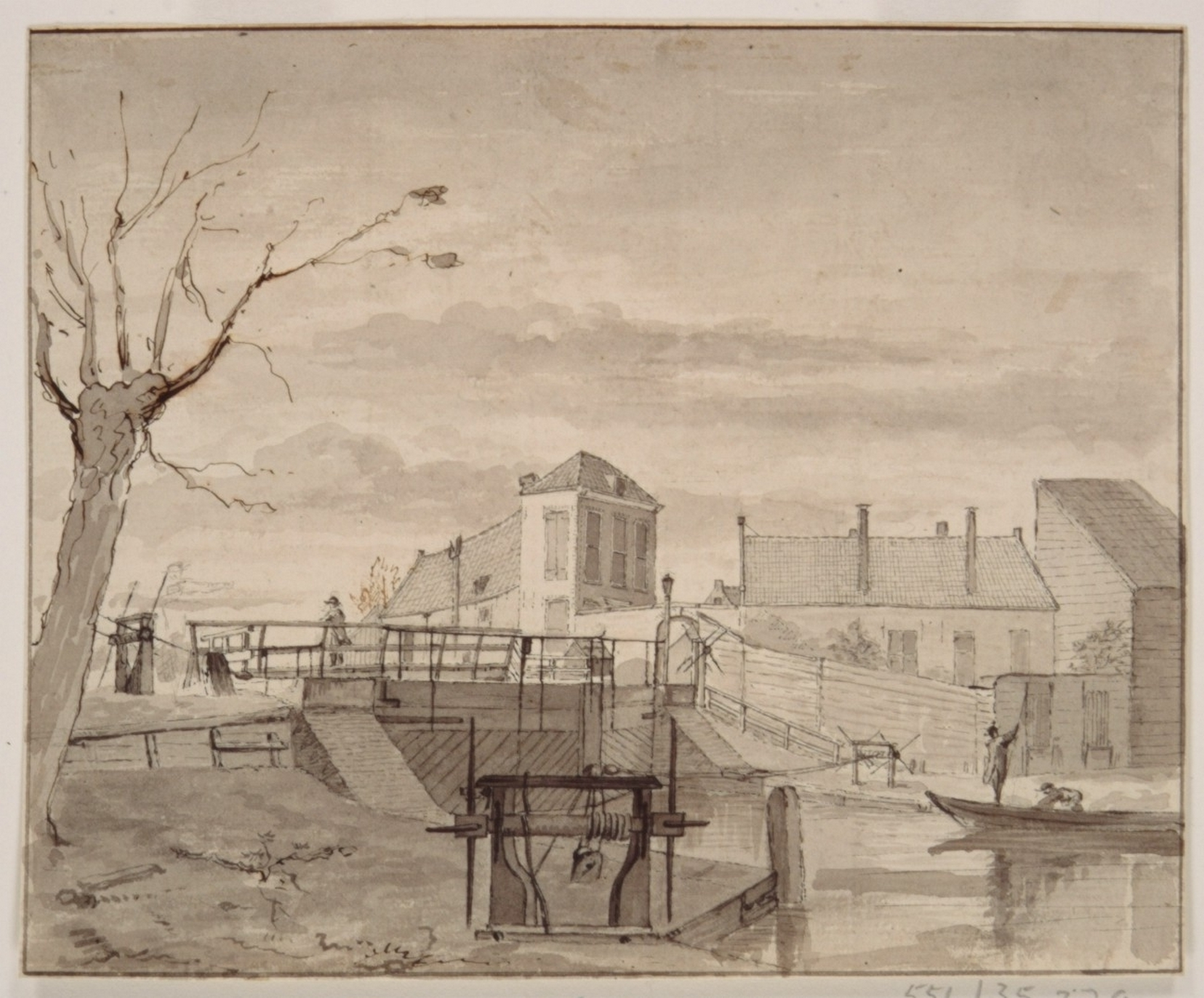
idem, inv. 551_35379
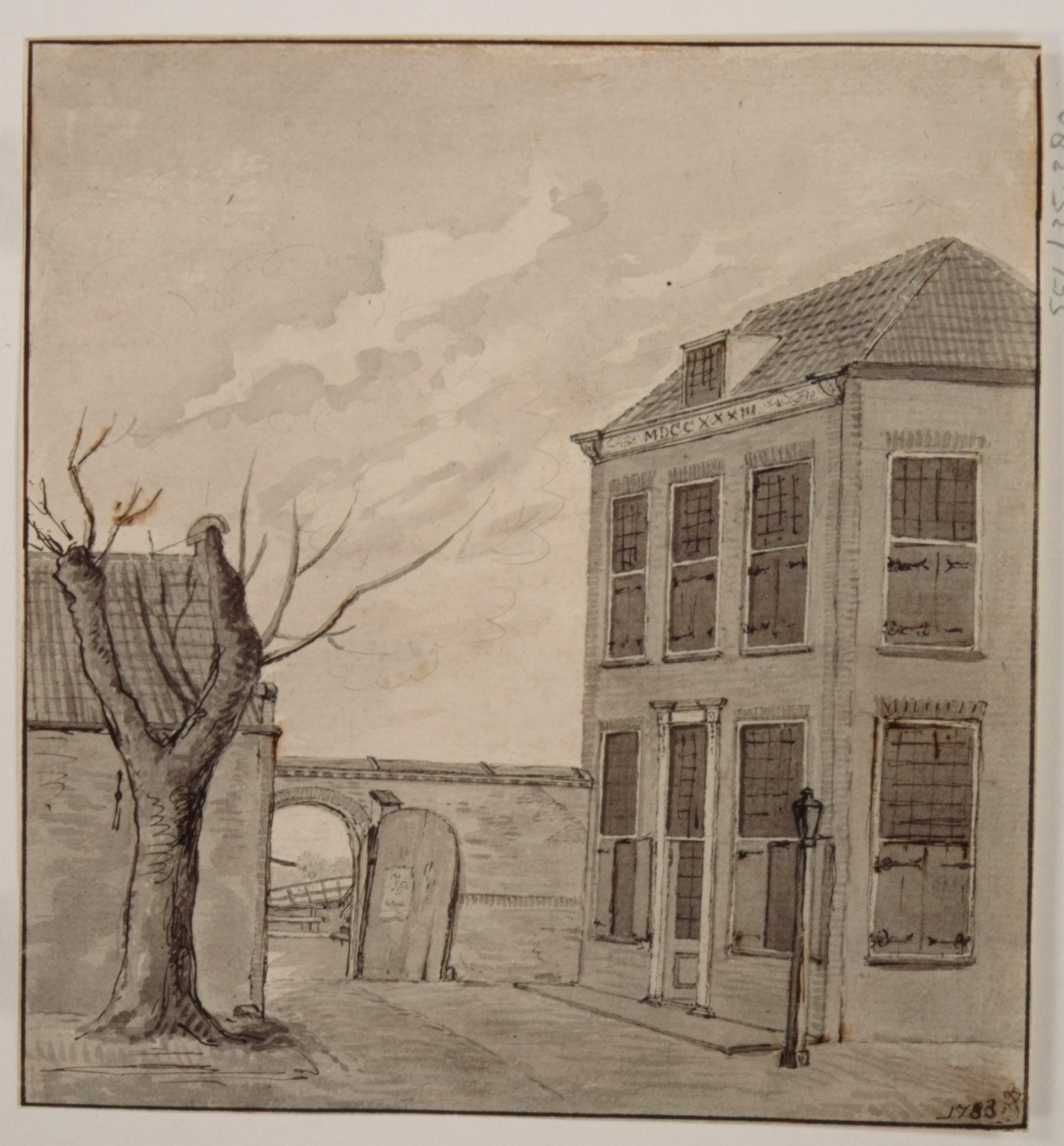
idem, inv. 551_35380